# Challal, Savanur
Challal là một làng thuộc tehsil Savanur, huyện Haveri, bang Karnataka, Ấn Độ.